# Хьон Бин
Хьон Бин (на корейски: 현빈; Коригирана романизация на корейския език: Hyun Bin) е южнокорейски актьор.
Печели широко признание за ролята си в телевизионния сериал Моето име е Ким Сам-сун (2005). Оттогава той се изявява в главни роли в други успешни телевизионни предавания, включително; романтичната фентъзи драма Тайната градина (2010–2011), фентъзи драмата Спомени от Алхамбра (2018–2019 г.) и романтичната комедия Любовта се приземи върху теб (2019–2020). Популярността му е затвърдена с участието му в поредица хитови филми: екшън трилърът Поверително присвояване (2017), криминалните трилъри Мошениците (2017) и Преговори (2018 г.), както и филмът на ужасите Рампант (2018).

## Личен живот
Сон Йе-джин и актьорът Хьон Бин се женят през март 2022 година в Сеул. Двамата започват връзката си по време на снимките на сериала "Любовта се приземи върху теб". На 27.06.2022 г. двойката обявява, че очакват първото си дете.
Синът му се ражда на 27 ноември същата година